# 신수현 (배우)
신수현(한국 한자: 申帥賢, 1996년 2월 27일~)은 대한민국의 배우이다.

## 생애
신수현은 1996년 2월 27일 울산광역시에서 무남독녀로 태어나 명촌초등학교와 진장중학교와 울산여자상업고등학교를 졸업하자마자 하얼빈  공업대학를 중국 하얼빈에서 3년간 유학을 했다.
2017년, 페이브 엔터테인먼트 소속으로 JTBC의 서바이벌 오디션 프로그램 《믹스나인》에 가수 지망 연습생으로 참가한 것이 공식적으로 확인된 최초의 방송 활동이다. 다만, 순위 55위, 남녀 통합 123위에 최종 순위로 7회만에 하차하게 된다. 이어 또 다른 서바이벌 오디션 프로그램인 Mnet의 《PRODUCE 48》에 출연했다. 다만, 61위로 5화에서 하차한다.
2018년, 《PRODUCE 48》에서 하차하게 된 이후 소속사인 페이브 엔터테인먼트와 계약을 해지하게 되고, 연기자 전문 연예 기획사인 써브라임과 전속 계약을 체결한 것으로 알려졌다. 이후 드라마 《99억의 여자》, 《멀리서 보면 푸른 봄》 등에 출연하며 드라마 배우로서 입지를 다지고 있다.

## 학력
- 명촌초등학교 (졸업)
- 진장중학교 (졸업)
- 울산여자상업고등학교 행정과 (졸업)
- 하얼빈 공업대학 연극과 영화전공 (졸업)

## 작품 목록

### 드라마
| 연도 | 방송         | 제목                     | 역할      | 비고            |
| ---- | ------------ | ------------------------ | --------- | --------------- |
| 2019 | 네모스튜디오 | 너를 좋아할 수 없는 이유 | 민지      | 웹드라마        |
| 2019 | KBS2         | 99억의 여자              | 지하나    | 수목드라마      |
| 2020 | 플레이리스트 | 만찢남녀                 | 마틸다    | 특별출연        |
| 2021 | KBS2         | 멀리서 보면 푸른 봄      | 박혜지    | 월화드라마      |
| 2023 | TVING        | 방과 후 전쟁활동         | 차소연    | 웹드라마        |
| 2023 | TVING        | 플레이, 플리             | 쎄아      | 웹드라마        |
| 2023 | MBC          | 열녀박씨 계약결혼뎐      | 김하영    | 금토드라마      |
| 2024 | JTBC         | 놀아주는 여자            | 송 실무관 | 수목드라마      |
| 2025 | TVING        | 스터디그룹               | 이지우    | 오리지널 드라마 |
| 2025 | KBS2         | 화려한 날들              | 이수빈    | 주말드라마      |

## 공연 목록
| 연도 | 제목                | 날짜                | 역할 | 비고 |
| ---- | ------------------- | ------------------- | ---- | ---- |
| 2020 | 싸나이로만스 - 서울 | 12월 1일 ~ 12월 6일 | 연희 | 연극 |

## 기타 활동 목록

### 방송
| 연도 | 방송사 | 제목       | 날짜                  | 역할   | 비고             |
| ---- | ------ | ---------- | --------------------- | ------ | ---------------- |
| 2017 | JTBC   | 믹스나인   | 10월 29일 ~ 12월 10일 | 연습생 | 여자 55위 (탈락) |
| 2018 | Mnet   | PRODUCE 48 | 6월 15일 ~ 7월 13일   | 연습생 | 61위 (탈락)      |

### 뮤직 비디오
| 연도 | 아티스트    | 음원                                        | 비고        |
| ---- | ----------- | ------------------------------------------- | ----------- |
| 2019 | 오반 · 빈첸 | 눈송이                                      | 디지털 싱글 |
| 2019 | 효민        | 입꼬리                                      | EP          |
| 2020 | 윤도현      | 빗소리                                      | EP          |
| 2021 | MC몽        | 좋은 이별이 있을 리가 없잖아 (feat. 조현아) | 정규 음반   |
| 2021 | 디에잇      | 나란히                                      | 디지털 싱글 |

## 수상 및 후보 목록
| 연도 | 국가     | 회차   | 시상식   | 부문          | 결과 | 비고  |
| ---- | -------- | ------ | -------- | ------------- | ---- | ----- |
| 2020 | 대한민국 | 제33회 | 그리메상 | 신인 연기자상 | 수상 | [ 5 ] |